# Cohors I Hispanorum (Galatia et Cappadocia)
Die Cohors I Hispanorum [equitata] (deutsch 1. Kohorte der Hispanier [teilberitten]) war eine römische Auxiliareinheit. Sie ist durch ein Militärdiplom und Inschriften belegt.

## Namensbestandteile
- Cohors: Die Kohorte war eine Infanterieeinheit der Auxiliartruppen in der römischen Armee.

- I: Die römische Zahl steht für die Ordnungszahl die erste (lateinisch prima). Daher wird der Name dieser Militäreinheit als Cohors prima .. ausgesprochen.

- Hispanorum: der Hispanier. Die Soldaten der Kohorte wurden bei Aufstellung der Einheit auf dem Gebiet der römischen Provinz Hispania Tarraconensis rekrutiert.

- equitata: teilberitten. Die Einheit war ein gemischter Verband aus Infanterie und Kavallerie.

Da es keine Hinweise auf den Namenszusatz milliaria (1000 Mann) gibt, war die Einheit eine Cohors quingenaria equitata. Die Sollstärke der Kohorte lag bei 600 Mann (480 Mann Infanterie und 120 Reiter), bestehend aus 6 Centurien Infanterie mit jeweils 80 Mann sowie 4 Turmae Kavallerie mit jeweils 30 Reitern.

## Geschichte
Die Kohorte war in der Provinz Galatia et Cappadocia stationiert. Sie ist auf einem Militärdiplom für das Jahr 99 n. Chr. aufgeführt.
Durch eine Inschrift ist belegt, dass sich die Einheit in der ersten Hälfte des 1. Jhd. in Kleinasien aufgehalten hat. Durch eine weitere Inschrift ist sie für 70/72 in Ephesus nachgewiesen. Durch ein Diplom ist die Kohorte erstmals 99 in der Provinz Galatia et Cappadocia belegt. In dem Diplom wird die Kohorte als Teil der Truppen (siehe Römische Streitkräfte in Galatia et Cappadocia) aufgeführt, die in der Provinz stationiert waren.

## Standorte
Standorte der Kohorte sind nicht bekannt.

## Angehörige der Kohorte
Folgende Angehörige der Kohorte sind bekannt:

### Kommandeure
- Marcus Aemilius Pius, ein Präfekt

### Sonstige
| - Baebius, ein Decurio (AE 1961, 17) - Capito, ein Signifer | - Longinus, ein Soldat - Talas, ein Reiter (AE 1961, 17) |